# Septembre 1857

## Événements
- Roumanie : victoire des unionistes dans les provinces roumaines. Moldaves et Valaques se prononcent à une écrasante majorité pour l’union. Ce résultat satisfait Napoléon III, favorable aux nationalités, mais contrarie la Porte, qui souhaitait exercer un protectorat après la mise à l’écart de la Russie, et inquiète l’Autriche, qui se défie toujours des aspirations nationales, susceptible de la déstabiliser.
- Récession économique au Royaume-Uni : à l’accroissement de la production d’or dans le monde fait suite une diminution des profits dans l’exploitation des mines, puis dans celle des chemins de fer. La faillite du système bancaire, qui débute aux États-Unis, s’étend à la Grande-Bretagne.

- 1er septembre, France : ouverture de la section Mondeville - Caen de la ligne de Paris à Cherbourg (Compagnie des chemins de fer de l'Ouest)

- 10 septembre : un Pacte fondamental est promulgué en Tunisie. Cette loi constitutionnelle (al-qanûn el-asasi), inspirée des chartes ottomanes de 1839 et 1856, définit les droits des Tunisiens, abolit le statut de dhimmi (protégé) des Juifs qui deviennent des citoyens à part entière. Elle autorise le droit de propriété aux résidents européens. Cette charte mécontente la population.

- 11 septembre : un conflit entre colons mormons et non-mormons entraîne la guerre de l'Utah.

- 20 septembre : l'armée britannique des Indes s'empare de Delhi, après un siège de trois mois. Bahadur Shah II est déposé et exilé à Rangoon. Sa famille est décimée par le lieutenant William Hodson. Les Britanniques profitent de la révolte pour éliminer l’aristocratie indienne. La population indienne est massacrée et torturée sans distinction.

- 25 - 27 septembre : rencontre entre Alexandre II de Russie et Napoléon III à Stuttgart. Rapprochement franco-russe contre l’Autriche (1857-1862).

## Naissances
- 5 septembre : Constantin Tsiolkovski, scientifique russe, père de l'astronautique moderne
- 12 septembre : George Hendrik Breitner, peintre néerlandais († 5 juin 1923).
- 15 septembre : William Howard Taft, futur président des États-Unis.
- 22 septembre : Émile Pichot, peintre français († 12 janvier 1936).

## Décès
- 5 septembre Auguste Comte (59 ans), philosophe français et fondateur de l'école positiviste, à Paris (° 19 janvier 1798).
- 22 septembre : Józef Dwernicki, général polonais (° 19 mars 1779).